# Carnival Sunshine
Carnival Sunshine è una nave da crociera della Carnival Cruise Line, rinominata dopo i lavori di trasformazione presso gli stabilimenti Fincantieri di Trieste, era precedentemente nota come Carnival Destiny.
Prima nave della Destiny Class, registrata nelle Bahamas, è utilizzata principalmente per crociere nei Caraibi.

## Carnival Destiny
Per costruirla furono necessari 20 mesi e 20.000 tonnellate d'acciaio, circa tre volte il peso della Torre Eiffel, quando entrò in servizio, ai cui comandi vi era l'italiano Giovanni Gallo, con le sue 101.353 tsl e 11.142 tpl era la più grande nave da crociera del mondo, la prima a oltrepassare la soglia delle 100.000 tonnellate di stazza lorda (misura di volume, non di peso) superando la Sun Princess da 77.441 tsl, altra nave costruita sempre a Monfalcone da Fincantieri e varata solo un anno prima.
La Carnival Destiny nella sua configurazione iniziale disponeva di un acquascivolo da 65 m, 4 piscine, 7 vasche idromassaggio, 16 ponti (12 a uso ospiti), 27 ascensori dei quali 18 a uso passeggeri e nove di servizio, 1.500 posti a sedere al teatro Palladium; aveva un totale di 1.321 cabine delle quali 754 esterne che si suddividevano in 480 con balcone privato (di cui 8 suite da 36 m² e 40 suite da 27 m²), 322 con vista mare (solo oblò) da 18 m², 519 interne da circa 16 m², e poteva ospitare con capienza massima (tutto esaurito) 3.360 passeggeri, oppure 2.642 (occupazione doppia) per una superficie totale di 23.000 m² dedicata alle cabine passeggeri e 30.000 m² per le sale pubbliche, pari alla superficie di quattro campi di calcio. Già a fine dicembre 1996 aveva raggiunto un altro record, quello del più alto numero di persone mai trasportate in una singola crociera, ospitando 3.269 passeggeri.
La sua larghezza di 35,48 m non le consentiva il passaggio nel canale di Panama.

### Viaggio inaugurale
Carnival Destiny partì per il suo viaggio inaugurale da Venezia il 24 ottobre 1996, facendo scalo a Malaga il 29 proseguendo poi per la navigazione transatlantica a scopo promozionale per il mercato crocieristico americano facendo rotta prima su Boston, dove arrivò giovedì 7 novembre, giungendo a New York l'11 dove, dopo aver superato il Ponte di Verrazzano ed essere entrato nello Hudson, attraccò al molo 88 del terminal crociere a fianco della portaerei/museo USS Intrepid sino al 13, per poi proseguire per Newport News sostandovi il 15 e il 16 e da qui per Miami dove arrivò il 19, città da cui iniziò a operare come porto di partenza per le crociere nei Caraibi dal 24 novembre 1996.

### Ammodernamenti
La nave è stata più volte riadattata per rimanere competitiva e sempre al passo coi tempi. Nel 2005 ha visto l'aggiunta di uno spazio per l'intrattenimento dei ragazzi, nel 2008 nuovi spazi comuni, l'aggiunta di 14 cabine al ponte 10, e nel 2010 l'installazione del Carnival's Seaside Theatre, un megaschermo LED da 12 ft (piedi cioè 3,6576 m) di altezza per 22 ft (6,7056 m) di larghezza con una superficie pari a 264 ft² (24,5256 m²) posizionato a bordopiscina sul ponte Lido per la trasmissione di film, eventi sportivi, concerti e programmi vari.

### Ultima crociera
La Carnival Destiny è salpata dal porto di Miami il 4 febbraio 2013 per la sua ultima crociera transatlantica prima dei lavori di rifacimento, oltrepassando lo stretto di Gibilterra e facendo tappa a Malaga il 14, a Barcellona il 16, a Livorno il 18, a Civitavecchia il 19 e poi via Stretto di Messina arrivando a Venezia la mattina del 22 febbraio dello stesso anno dopo aver percorso circa 10.797,95 km/5.830,42 mn. Da qui è stata trasferita in bacino ai cantieri San Marco di Trieste il 23.

### PontiCarnival Destiny
- Ponte 1: Riviera
- Ponte 2: Main
- Ponte 3: Lobby
- Ponte 4: Atlantic
- Ponte 5: Promenade
- Ponte 6: Upper

- Ponte 7: Empress
- Ponte 8: Verandah
- Ponte 9: Lido
- Ponte 10: Spa
- Ponte 11: Forward Sun e Aft Sun
- Ponte 12: Sky

### Lavori di trasformazione
Tra febbraio e maggio del 2013 ha subito una profonda ristrutturazione in Italia, presso gli stabilimenti Fincantieri di Trieste. Si è trattato del più costoso progetto di ristrutturazione in assoluto del valore inizialmente previsto in 155 milioni di dollari cui si sono aggiunte le spese per i nuovi interventi riguardanti la sicurezza alle quali saranno sottoposte successivamente tutte le navi della flotta Carnival, arrivando alla cifra di circa 200 milioni di $.
Al termine dei lavori, la nave (internamente e in parte esternamente) è così diversa dall'originale Carnival Destiny da essere ribattezzata Carnival Sunshine.
Il rifacimento ha compreso l'introduzione del programma completo "Fun Ship 2.0" dedicato all'intrattenimento a bordo, una configurazione completamente rinnovata, l'aggiunta di una porzione di ponte, l'allargamento di due ponti situati nella sezione anteriore della nave e la costruzione di 182 nuove cabine.
Per quanto concerne la sicurezza è stata aggiunto un generatore diesel ausiliario, cioè un motore in grado di produrre energia elettrica per garantire il funzionamento degli ascensori, dei servizi igienici pubblici e delle cabine, oltre alla disponibilità di acqua fresca anche in caso di guasti al sistema propulsivo principale.
Inoltre la Carnival ha deciso di introdurre un sistema di prevenzione dagli incendi comprensivo di un sistema di nebulizzazione di acqua ad alta pressione per raffreddare rapidamente eventuali zone calde e impedire la ripresa dell'incendio.
Nei lavori sono stati impegnati circa 3.500 lavoratori, compresi i due equipaggi, quello della Carnival Sunshine e quello della nave appoggio cipriota Louis Olympia, trasformata in nave albergo per una parte delle maestranze e ormeggiata nell'area del cantiere.
Alla fine dei lavori navigherà nel Mediterraneo da maggio a novembre 2013 per crociere di 9 e 12 notti da Venezia e Barcellona, dopodiché salperà da quest'ultima località per una crociera di riposizionamento con destinazione il porto di New Orleans da dove la nave effettuerà crociere di sette giorni ai Caraibi Occidentali a partire dal 18 novembre.

## Carnival Sunshine

### Ponti
- Ponte 1: Riviera
  - cabine ospiti
- Ponte 2: Main
  - cabine ospiti
- Ponte 3: Lobby
  - Guest Service, reception-servizio clienti
  - Shore Escursion, ufficio escursioni
  - Sunshine Atrium, ponti 3 e 4
  - Sunset Dining Room, ristorante
- Ponte 4: Atlantic
- Ponte 5: Promenade
  - Alchemy Bar, a poppa
  - Ocean Plaza, ristorante a poppa
  - RedFrog Pub, a poppa
  - FunHub/SakeSpot/Java Blue Café
  - Sunshine Casinò
  - EA Sports Bar
  - Cherry On Top, negozio di dolci
- Ponte 6: Upper
  - cabine ospiti
- Ponte 7: Empress
  - cabine ospiti

- Ponte 8: Verandah
  - cabine ospiti
- Ponte 9: Lido
  - Havana Bar
  - Ji Ji Asian Kitchen
  - Cucina del Capitano, ristorante
  - Bluelguana Cantina
  - Guy's Burger Joint
  - Beach Pool, dietro al fumaiolo
  - BlueIguana Tequila Bar
  - RedFrog Rum Bar
- Ponte 10: Spa & WaterWorks
  - Carnival WaterWorks, parco acquatico con acquascivoli
  - Camp Carnival, per bambini 2-11 anni
  - Circle "C", per ragazzi 12-14 anni
  - Club O2, per ragazzi 15-17 anni
  - Cloud 9 Spa, centro benessere
- Ponte 11: Serenity & SportSquare
  - SportSquare, angolo attività sportive
  - Serenity, piscina e prendisole riservata esclusivamente ai maggiori di 21 anni
- Ponte 12: Sky
- Ponte 14: Serenity

Per motivi scaramantici legati alla cultura anglosassone, non esiste il ponte 13, e al ponte 1 manca la cabina 1313.

### Crociera inaugurale
Carnival Sunshine è partita da Venezia il 6 maggio 2013 per la crociera inaugurale facendo scalo a Ragusa il 7, a Messina il 9, a Napoli il 10, a Civitavecchia l'11, a Livorno il 12, a Marsiglia il 13, a Montecarlo il 14, a Palma di Maiorca il 16, per giungere a Barcellona il 17 maggio.

## Porto di armamento
- Miami, Florida (Carnival Destiny)
- New Orleans, Louisiana (Carnival Sunshine)

## Navi gemelle
- Carnival Triumph
- Carnival Victory
- Costa Fortuna
- Costa Magica